# Hôtel Baressols
L'hôtel Baressols est un hôtel particulier situé dans le quartier du Vieux-Vesoul, à Vesoul, dans la Haute-Saône.

## Historique
L'hôtel Baressols est construit aux XVe et XVIe siècles. Ses façades et toitures sont inscrites au titre des monuments historiques en 1979.
Il est situé 2 et 4, place de l'Église, au début de la rue Gevrey.